# Becket (miejscowość)
Becket – miasto w Stanach Zjednoczonych, w stanie Massachusetts, w hrabstwie Berkshire.